# Крушево (Соколац)
Крушево je насељено мјесто у општини Соколац, Република Српска, БиХ. На попису становништва 1991. у њему је живјело 275 становникa.

## Историја
Насељено мјесто Крушево је до 1992. комплетно припадало предратној општини Олово. Током рата у Босни и Херцеговини оно се нашло на првој линији фронта двије зараћене стране. Након рата, мањи дио села је припао Републици Српској и административно је прикључено општини Соколац.

## Становништво
| Националност | 1991. |
| Муслимани    | 216   |
| Срби         | 58    |
| Хрвати       | 1     |
| Укупно       | 275   |